# Золтан Корда
Золтан Корда (англ. Zoltán Korda, угор. Korda Zoltán; справжнє ім'я Золтан Келлнер (угор. Kellner Zoltán); 3 червня 1895 — 13 жовтня 1961) — британський кінорежисер, сценарист і продюсер угорського походження. Молодший брат Александра і Вінсента Корда. З. Корда поставив багато пригодницьких фільмів, дія яких, як правило, розгортається в екзотичних куточках Землі, і в яких «дихає дух англійської колоніальної імперії».

## Біографія
Золтан Корда народився у єврейському містечку Пуштатурпашто, Туркеве в Австро-Угорщині. До Першої світової війни працював клерком. Під час війни служив у кавалерії. У 1932 році поїхав на стажування до свого брата Александра, який відкрив власну кінокомпанію у Великій Британії.
Спочатку Золтан Корда поєднував роботу монтажера, сценариста і оператора. У 1918 і 1920 в Угорщині він створив два німі короткі фільми і у 1927 в Німеччині — повнометражний німий фільм «Одинадцять дияволів» (нім. Die elf Teufel).
У Лондоні він дебютував звуковим фільмом-драмою «Люди завтрашнього дня» (1932), проте по-справжньому привернув до себе увагу після виходу фільму «Сандерс з річки» (1935), в якому знялися Леслі Бенкс і Поль Робсон (в головній ролі). Фільм був відібраний для участі у конкурсній програмі першого Венеціанського кінофестивалю. Корда і Роберт Флаерті розділили у Венеції фестивальну премію за найкращу режисуру в 1937 році.
Вершиною творчості Золтана Корди вважається фільм «Чотири пера», що вихваляє колоніальні війни Британської імперії і знятий переважно в Судані. Стрічку було відібрано у конкурс Каннського кінофестивалю; у 2002 році вийшов її рімейк.
У 1940 році, коли виробництво британських фільмів було припинено через війну, Золтан Корда приєднався до брата Александра в Голлівуді. На зйомках «Багдадського злодія» він виступив виконавчим продюсером. У ці роки З. Корда влаштувався на півдні Каліфорнії. Там він зняв ще сім фільмів, включаючи військову драму «Сахара» (1943), для якої він написав сценарій і в якій головну роль грав Хамфрі Богарт, і «Помста жінки» (1947) з Шарлем Буає і Джесікою Тенді.
З 1930 року Корда був одружений з акторкою Джоан Гарднер, у них був син Девід. Історія усієї сім'ї описана у книзі «Зачаровані життя» племінника Золтана, Майкла Корди.
Раннє захворювання туберкульозом ослабило здоров'я режисера. У 1955 році він оголосив, що йде з кіно. Корда помер у 1961 році в Голлівуді після довгої тривалої хвороби і був похований на голлівудському кладовищі «Hollywood Forever».

## Фільмографія

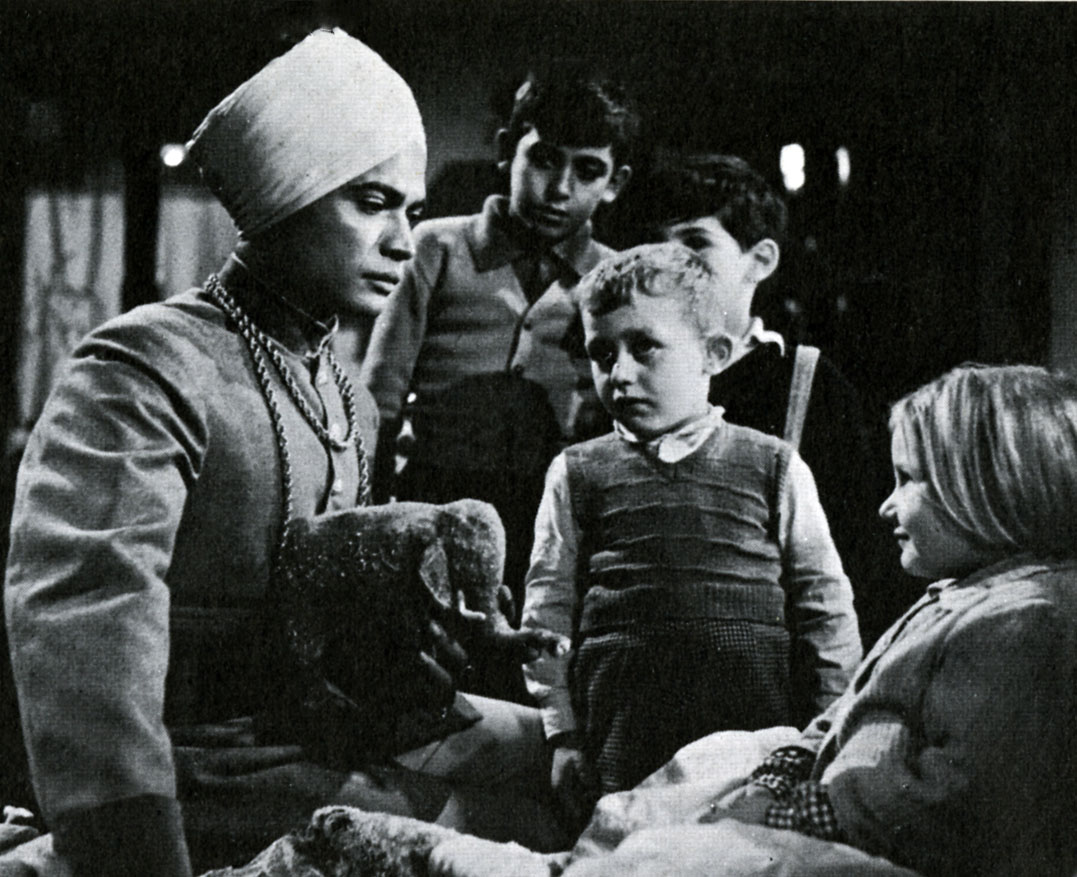
Кадр з фільму Золтана Корди «Маленький погонич слонів» (1936)

- 1927 — Одинадцять дияволів / Die elf Teufel
- 1932 — Люди завтрашнього дня / Men of Tomorrow
- 1933 — Готівка / Cash
- 1935 — Сандерс з річки / Sanders of the River
- 1936 — Маленький погонич слонів / Elephant Boy
- 1938 — Барабан / The Drum
- 1940 — Чотири пера / The Four Feathers
- 1940 — Завоювання повітря / The Conquest of the Air (документальний, спільно а А. Кордою)
- 1942 — Книга джунглів / The Jungle Book
- 1943 — Сахара / Sahara
- 1945 — Контратака / Counter-Attack
- 1947 — Недовге щастя Френсіса Макомбера / The Macomber Affair
- 1947 — Помста жінки / A Woman's Vengeance
- 1952 — Плач, улюблена країно / Cry, the Beloved Country
- 1955 — Шторм над Нілом / Storm over Nile